# Medaglia Gabor
La medaglia Gabor fu istituita dalla Royal Society nel 1989 in onore di Dennis Gabor.
È una medaglia di argento dorato, con l'effigie di Dennis Gabor, e premia ogni due anni uno scienziato che si è distinto con ricerche nei settori della genetica o della biologia molecolare. Viene assegnato anche un premio in denaro attualmente di 1.000 sterline.

## Elenco premiati
- 1989: Noreen Elizabeth Murray
- 1991: AR Fersht
- 1993: C Weissmann
- 1995: David Hopwood
- 1997: Kenneth Charles Holmes
- 1999: Adrian Peter Bird
- 2001: Azim Surani
- 2003: Jean Beggs
- 2005: Lionel Crawford
- 2007: Richard J. Roberts
- 2009: Gregory Challis
- 2010: Gideon Davies